# Стрелица (Оренбургская область)
Стрелица — посёлок в Бузулукском районе Оренбургской области России. Входит в состав муниципального образования сельского поселения Могутовский сельсовет. На 2019 год проживали 9 человек

## География
Расположен на северо-востоке региона, в северной части района, в пределах возвышенности Общий Сырт, в степной зоне, у степного леса (колок), у запруды, в 7 километрах восточнее Могутово.
На 2020 год в Стрелице числилась 1 улица — Лесная
Климат
Климат характеризуется как резко континентальный с морозной суровой зимой и жарким сухим летом. Среднегодовая температура составляет 4 °C. Средняя температура воздуха самого тёплого месяца (июля) — 21,9 °C; самого холодного (января) — −14,8 °C (абсолютный минимум — −43 °C). Безморозный период длится в течение 142 дней в году. Среднегодовое количество атмосферных осадков составляет 393 мм.

## История
Решением Оренбургского облисполкома № 540 от 04.08.1959 г. поселки Ржавец, Стрелица, Северо-Восточный, Ключи были переданы из состава Могутовского сельсовета в Державинский сельсовет.
На основании решения Бузулукского райисполкома № 303 от 22.12.1959 г. населённые пункты д. Сидоркино, д. Карачево, п. Ржавец, п. Стрелица, Северо-Восточный, Ключи переданы в состав Могутовского сельсовета.

## Население
| 2003 | 2010 |
| ---- | ---- |
| 19   | ↘10  |

## Инфраструктура
Личное подсобное хозяйство.

## Транспорт
Просёлочные дороги.